# Hipacy Pociej
Adam (Hipacy) Pociej (ur. 12 sierpnia 1541 w Rohaczach lub w Różance, zm. 18 lipca 1613 we Włodzimierzu) – działacz religijny, społeczny i polityczny, polemista religijny, kasztelan brzeski (1588–1593); po śmierci żony wstąpił do klasztoru prawosławnego, przybierając imię Hipacy. Od 1593 prawosławny biskup włodzimierski i brzeski, współtwórca unii brzeskiej (1596), następnie greckokatolicki metropolita halicki i kijowski (1599–1613), jeden z twórców Kościoła unickiego w I Rzeczypospolitej, pisarz ziemski brzeskolitewski.

## Życiorys
Urodził się w Rohaczach (Rochaczach, Rogaczach) lub w Różance, w rodzinie podlaskiej szlachty prawosławnej posługującej się herbem Waga. Według niektórych historyków studiował na Akademii Krakowskiej, ale brakuje jego nazwiska w albumie studentów. Przebywał na dworze gorącego zwolennika reformacji i gorliwego kalwina Mikołaja Radziwiłła Czarnego, pod którego wpływem przeszedł na kalwinizm. Jako poseł województwa brzeskolitewskiego i przedstawiciel Wielkiego Księstwa Litewskiego podpisał akt unii lubelskiej 1569 roku. Był sekretarzem (do 1572 r.) króla Zygmunta Augusta. Prawdopodobnie uczestniczył w wojnie z Rosją, walcząc m.in. pod Kiesią i Połockiem. W czasie bezkrólewia po śmierci Stefana Batorego był członkiem sądu kapturowego województwa brzeskiego litewskiego. Sędzia ziemski do 1580 r., kasztelan brzeski (od 1588 r.) i senator. W r. 1574 powrócił do prawosławia, prawdopodobnie pod wpływem żony.
Bliski przyjaciel księcia Konstantego Wasyla Ostrogskiego, należał do grupy publicystów i myślicieli przychylnych idei unii prawosławia z katolicyzmem. Owdowiawszy (1592), wstąpił do prawosławnego klasztoru, przybierając imię Hipacy. W 1593 r. dzięki poparciu Ostrogskiego został biskupem (władyką) włodzimiersko-brzeskim. Rzecznik zjednoczenia Kościoła prawosławnego na wschodnich terenach Rzeczypospolitej z Kościołem katolickim. 2 sierpnia 1595 roku projekt unii, pomimo sprzeciwu potężnego Ostrogskiego, zatwierdził król Zygmunt III Waza. 23 grudnia 1595 roku przedstawiciele episkopatu prawosławnego: władyka łucki Cyryl Terlecki i władyka włodzimiersko-brzeski Hipacy Pociej zadeklarowali w Rzymie akt unii, a papież Klemens VIII ogłosił unię Kościoła katolickiego i Cerkwi prawosławnej. Utworzono osobny obrządek greckokatolicki, zachowujący odrębną liturgię i małżeństwa kapłanów, ale uznający prymat papieża. Na synodzie Kościoła prawosławnego w Brześciu 16–20 października 1596 roku zawarto unię prawosławnych z katolikami. Powstał w ten sposób Kościół unicki.
Hipacy Pociej był sygnatariuszem aktu unii brzeskiej w 1596 roku.
Jako biskup włodzimiersko-brzeski, a następnie archimandryta Ławry Peczerskiej w Kijowie (1599), i wreszcie metropolita (1600) Pociej działał na rzecz umocnienia Cerkwi unickiej w Rzeczypospolitej i przyciągnięcia do niej prawosławnej szlachty oraz duchowieństwa, zjednując na rzecz unii biskupstwo przemyskie (1611 r.). Przy pomocy Rutskiego podjął reformę bazylianów i starania o sprowadzanie do Polski karmelitów bosych, aby wsparli reformę i unię.
21 sierpnia 1609 r. przeciwnicy unii dokonali w Wilnie nieudanego zamachu na życie Pocieja. Zmarł 18 lipca 1613 r. we Włodzimierzu, gdzie został pochowany w Soborze Uspieńskim. Jego następcą na stanowisku metropolity unickiego został Józef Welamin Rutski.

## Sukcesja apostolska
Od Hipacego Pocieja zaczyna się katolicka linia sukcesji apostolskiej wiodąca do współczesnych biskupów i zwierzchników Kościołów greckokatolickich: chorwackiego (Nikola Kekić), italoalbańskiego (Sotìr Ferrara), macedońskiego (Kiro Stojanow), rumuńskiego (Alexandru Rusu), rusińskiego (Ivan Ljavinec), słowackiego (John Pazak, Cyril Vasiľ), ukraińskiego (Światosław Szewczuk, Iwan Choma, Teodor Majkowicz, Isidore Borecky i in.), węgierskiego (Fülöp Kocsis).

## Odniesienia w kulturze
Postać Hipacego Pocieja została umieszczona na obrazie Jana Matejki „Kazanie Skargi”.

## Utwory publicystyczno-polemiczne
- Kazania y Homilie męża bożego Niesmertelnej Slavy y Pamięci Hipacyusza Pocieja Metropolity Kijowskiego, Halickiego y calaey Rusi, Biskup Wlodzimierskiego y Brzeskiego.
- Respons Hipacyusza Pocieia Metropolity całey Rusi, Biskupa Włodzimierskiego y Brzeskiego, na List Melecyusza Patryarchi Alexandryiskiego
- Unia, abo wykład artykułów do zjednoczenia (1595), ogłoszone anonimowo.
- Kalendarz rzymskich nowin (1596)
- Antirresis (1599, po polsku w 1600) – replika na demagogiczne zarzuty Marcina Broniewskiego[21]
- Obrona soboru florenckiego (1603)
- Harmonia albo konkordacja wiary (1608)
- Poselstwo do papieża rzymskiego Sixta IV od duchowieństwa i od książąt i panów ruskich w roku 1476, (1605)
- Listy do księcia Konstantego Ostrogskiego (gorliwego przeciwnika unii), Lwa Sapiehy i innych.

### Literatura dodatkowa
- Adam Hippacy Pociej. „Lwowianin Przeznaczony Krajowym i Zagranicznym Wiadomościom”. 4, s. 73–83, 1840.